# (5731) Зевс
(5731) Зевс (др.-греч. Ζεύς) — околоземный астероид из группы аполлонов, который характеризуется крайне вытянутой орбитой, из-за чего в процессе своего движения вокруг Солнца он пересекает не только орбиту Земли, но и Марса, уходя далеко за его орбиту. Он был открыт 4 ноября 1988 года американской женщиной-астрономом Кэролин Шумейкер в Паломарской обсерватории и назван в честь бога грома и молний  Зевса, верховного божества в древнегреческой мифологии.
- Орбита астероида Зевс и его положение в Солнечной системе